# الكسندر أوسبورن
الكسندر أوسبورن (بالإنجليزية: Alexander Osborne)‏ هو مجدف أمريكي، ولد في 4 مايو 1987 في لوس أنجلوس في الولايات المتحدة.

## وصلات خارجية
- الكسندر أوسبورن على موقع الاتحاد الدولي للتجديف (الإنجليزية)
- الكسندر أوسبورن على موقع اللجنة الأولمبية الدولية (الإنجليزية)
- الكسندر أوسبورن على موقع أوليمبيديا (الإنجليزية)